# 休氏碩鼠
休氏碩鼠（学名：Hadromys humei）为鼠科碩鼠属的动物，分布于中国和印度。在中国大陆，分布于云南等地，主要栖息于热带季雨林灌丛。该物种的模式产地在印度曼尼普尔邦的莫伊郎格（Moirang）。

## 亚种
- 休氏碩鼠云南亚种（学名：Hadromys humei yunnanensis），Yang et Wang于1987年命名。在中国大陆，分布于云南（陇川、瑞丽）等地。该物种的模式产地在云南瑞丽。[3]